# جنک تاشکان
جِنک تاشکان (ارمنی: Ջենք Թաշքան; ترکی استانبولی: Cenk Taşkan) با نام اصلی ماژاک توشیکیان (ارمنی: Մաժակ Թոշիկյան; ترکی استانبولی: Majak Toşikyan; زاده ۱۹۴۷ در استانبول); آهنگساز و تهیه‌کننده موسیقی ارمنی‌تبار اهل ترکیه است.
وی با خوانندگانی همچون سیبیل پکتروس‌اوغلو، حمیرا آقبای، آژدا پکان، سزن آکسو و آشکین نور ینگی همکاری کرده است.